# Paweł Ostaszewski
Paweł Maria Ostaszewski (ur. 2 sierpnia 1963) − polski psycholog, doktor habilitowany, profesor nadzwyczajny na Wydziale Psychologii Uniwersytetu Warszawskiego i w SWPS. Zajmuje się psychologią behawioralną, radykalnym behawioryzmem, analizą zachowania i psychologią biologiczną.

## Kariera naukowa
Studia wyższe ukończył w 1988 roku na Wydziale Psychologii Uniwersytetu Warszawskiego i z tą uczelnią związał swoją dalszą karierę. W roku 1991 uzyskał stopień doktora nauk humanistycznych w zakresie psychologii ze specjalnością psychologia biologiczna i analiza zachowania. Promotorem pracy doktorskiej był Jan Matysiak. W 1998 roku uzyskał stopień doktora habilitowanego na podstawie dorobku naukowego oraz rozprawy pt. Zachowanie się organizmów wobec odroczonych wzmocnień.
W latach 1999–2002 był prodziekanem Wydziału Psychologii UW. 

## Wybrane publikacje
- Ostaszewski, P. (1997). Zachowanie się organizmów wobec odroczonych wzmocnień. Warszawa: Wydawnictwo Instytutu Psychologii PAN.
- Ostaszewski, P., Green, L. i Myerson, J. (1998). Effects of inflation on the subjective value of delayed and probabilistic rewards. Psychonomic Bulletin & Review, 5, 324-333.
- Green, L., Myerson, J. i Ostaszewski, P. (1999). Amount of reward has opposite effects on the discounting of delayed and probabilistic outcomes. Journal of Experimental Psychology: Learning, Memory & Cognition, 25, 418-427.
- Ostaszewski, P. (1999). Ekonomia behawioralna: koncepcje ekonomiczne w psychologicznych studiach nad wyborem. Psychologia-etologia-genetyka, 0, 117-140.
- Ostaszewski, P. (2000). Procesy warunkowania. W: J. Strelau (red.), Psychologia. Podręcznik akademicki. Tom 2 (s. 97-116). Sopot: GWP.
- Ostaszewski, P. (2001). Analiza behawioralna a psychologia temperamentu. W: W. Ciarkowska i A. Matczak (red.), Różnice indywidualne: wybrane badania inspirowane Regulacyjną Teorią Temperamentu Profesora Strelaua (s. 225-235). Warszawa: Uniwersytet Warszawski, ICGZ.
- Ostaszewski, P. i Karzel, K. (2002). Discounting of Delayed and Probabilistic Losses of Different Amounts. European Psychologist, 7, 295-301.
- Ostaszewski, P. (2007). Temporal Discounting in “Gain Now-Loose Later” and “Loose Now-Gain Later” Conditions. Psychological Reports, 100, 653–660.
- Ostaszewski, P. (2007). Wartość wzmocnień odroczonych i niepewnych z perspektywy analizy zachowania. Warszawa: Wydawnictwo Instytutu Psychologii PAN[4].

## Współpraca międzynarodowa
Współpracuje z Washington University in St. Louis, USA.